# Федеральная хоккейная лига
Федеральная хоккейная лига (англ. Federal Hockey League (FHL) — профессиональная американская хоккейная лига низшего уровня. В лиге выступают 6 команд с Северо-востока США и Среднего Запада.

## Команды
| Команда                                    | Год основания | Арена                 | Вместимость | Город                |
| ------------------------------------------ | ------------- | --------------------- | ----------- | -------------------- |
| Данбери Титанс Danbury Titans              | 2015          | Danbury Ice Arena     | 3 050       | Данбери, Коннектикут |
| Дейтон Демолишн Dayton Demolition          | 2014          | Hara Arena            | 5 500       | Дейтон, Огайо        |
| Дэнвилл Дэшерз Danville Dashers            | 2011          | David S. Palmer Arena | 2 350       | Дэнвилл, Иллинойс    |
| Берлин Ривер Драйверз Berlin River Drivers | 2015          | Notre Dame Arena      | 1 680       | Берлин, Нью-Гэмпшир  |
| Брюстер Буллдогз Brewster Bulldogs         | 2015          | Brewster Ice Arena    | 1 000       | Брюстер, Нью-Йорк    |
| Порт Гурон Праулерс Port Huron Prowlers    | 2015          | McMorran Place        | 3 400       | Порт-Гурон, Мичиган  |

## Чемпионы
- 2010/11 – «Аквесасне Уорриорз»
- 2011/12 – «Нью-Джерси Аутлоз»
- 2012/13 – «Данбери Уэйлерз»
- 2013/14 – «Дейтон Демонз»
- 2014/15 – «Уотертаун Вулвз»